# Pararrhaptica leopardellus
Pararrhaptica leopardella là một loài bướm đêm thuộc họ Tortricidae. Nó là loài đặc hữu của Kauai.